# Yochanan Vollach
Yochanan Vollach  (hebreiska: יוחנן וולך) född 14 maj 1945 i Qiryat Bialik, Israel, är en israelisk före detta fotbollsspelare. Vollach var uttagen i det israeliska landslaget under VM 1970. 